# Andrew Rannells
Andrew Scott Rannells (Omaha; 23 de agosto de 1978) es un actor y cantante estadounidense, conocido por su trabajo como Elder Price en el musical de Broadway The Book of Mormon en 2011, lo cual lo llevó a ganar una nominación en Tony Award for Best Performance by a Leading Actor in a Musical. Como solista en el musical Original Broadway Cast Recording, él ganó el Grammy Award for Best Musical Theater Album. Sus otros créditos de Broadway incluyen Jersey Boys, Hairspray y Hamilton, en donde interpretó al King George y su más reciente trabajo fue en el revival de Falsettos.

## Comienzos
Rannells nació en Omaha, Nebraska. Asistió a Creighton Preparatory School en Omaha. Después de graduarse, asistió brevemente a Marymount Manhattan College.

## Carrera
Como actor de doblaje, Rannells apareció en varios programas de televisión y videojuegos de 4Kids y DiC. En 2006, obtuvo su papel de Link Larkin en la producción de Broadway Hairspray. 
Rannells interpretó a Bob Gaudio en la primera gira nacional de Jersey Boys. Su última actuación con la gira fue el 6 de diciembre de 2008 en Toronto. En enero de 2009, volvió a interpretar el papel de Gaudio en la producción del musical de Broadway.
Rannells originó el papel de Elder Price en The Book of Mormon, un musical escrito por los creadores de South Park: Matt Stone, Trey Parker, Avenue Q y Compositor Robert López. Por su actuación, fue nominado al Premio Tony al Mejor Actor Principal en un Musical. Más tarde ganó el Premio Grammy por Mejor Álbum de Teatro Musical por su actuación en la grabación original Reparto del musical de Broadway. Su última actuación fue 10 de junio de 2012
Rannells protagonizó el reestreno de Falsettos junto a Christian Borle y Stephanie J. Block interpretando a Whizzer, interpretación por la cual fue nominado a los premios Tony por mejor actor de reparto en un musical.

## Actualidad
Ha interpretado el papel de Elijah Krantz en la serie de HBO Girls y actualmente interpreta el papel protagónico de Bryan Collins en la nueva serie de NBC The New Normal.